# КАМАЗ-5297
КАМАЗ-5297 — автобусное шасси, выпускаемое на Камском автомобильном заводе с 1993 года.

## История
Прототип будущего автобуса на шасси КАМАЗ-5297 разрабатывался в 1993 году и назывался КАМАЗ-5262. На нём стоял двигатель собственного производства КАМАЗ-740.10. Автобус разрабатывался в Львове.

## Модификации
- КАМАЗ-5297-90 — шасси для полунизкопольных автобусов.
- КАМАЗ-5297-3902004В[3].

## Продукция
- КАМАЗ-5262 — опытный автобус, выпущенный в 1993 году.
- ПАЗ-5272 — мелкосерийный автобус, выпускавшийся в 1999—2003 годах.
- ВМЗ-4252 — автобус на шасси троллейбуса ВМЗ-5298.01-50 «Авангард», выпускавшийся в 2008—2011 годах.

- НефАЗ-5299[4] — современный автобус, выпускаемый с 2000 года.
- Волжанин-5270-10-...(06;07) - выпускались с 1997 по 2012 год.